# Libuše Průšová
Libuše Průšová (née le 13 juillet 1979 à Valašské Meziříčí) est une joueuse de tennis tchèque. Avec sa partenaire, l'Estonienne Maret Ani, elle a été demi-finaliste en double dames de l'Open d'Australie 2004.

## Palmarès

### Titre en double dames
Aucun

### Finale en double dames
| No | Date       | Nom et lieu du tournoi | Catégorie | Dotation  | Surface      | Vainqueures                       | Partenaire | Score    |          |
| -- | ---------- | ---------------------- | --------- | --------- | ------------ | --------------------------------- | ---------- | -------- | -------- |
| 1  | 28/07/2003 | Idea Prokom Open Sopot | Tier III  | 300 000 $ | Terre (ext.) | Tatiana Perebiynis Silvija Talaja | Maret Ani  | 6-4, 6-2 | Parcours |

## Parcours en Grand Chelem

### En simple dames
| Année | Open d'Australie | Open d'Australie     | Internationaux de France | Internationaux de France | Wimbledon | Wimbledon | US Open | US Open |
| ----- | ---------------- | -------------------- | ------------------------ | ------------------------ | --------- | --------- | ------- | ------- |
| 2003  | 1er tour (1/64)  | Anne Kremer          | 1er tour (1/64)          | Nathalie Dechy           | -         | -         | -       | -       |
| 2004  | 1er tour (1/64)  | Emmanuelle Gagliardi | -                        | -                        | -         | -         | -       | -       |
| 2005  | -                | -                    | 1er tour (1/64)          | Fabiola Zuluaga          | -         | -         | -       | -       |

À droite du résultat, l’ultime adversaire.

### En double dames
| Année | Open d'Australie             | Open d'Australie          | Internationaux de France      | Internationaux de France | Wimbledon                     | Wimbledon             | US Open                      | US Open                 |
| ----- | ---------------------------- | ------------------------- | ----------------------------- | ------------------------ | ----------------------------- | --------------------- | ---------------------------- | ----------------------- |
| 2004  | 1/2 finale Maret Ani         | S. Kuznetsova Likhovtseva | 1er tour (1/32) Ľ. Kurhajcová | Navrátilová Lisa Raymond | 1er tour (1/32) Ľ. Kurhajcová | T. Garbin Tina Križan | 1er tour (1/32) D. Chládková | Rita Grande F. Pennetta |
| 2005  | 1er tour (1/32) O. Blahotová | R. Dragomir Maureen Drake | -                             | -                        | -                             | -                     | -                            | -                       |

Sous le résultat, la partenaire ; à droite, l’ultime équipe adverse.

### En double mixte
| Année | Open d'Australie | Open d'Australie | Internationaux de France | Internationaux de France | Wimbledon                   | Wimbledon              | US Open | US Open |
| 2004  | -                | -                | -                        | -                        | 1er tour (1/32) Martin Damm | B. Strýcová David Rikl | -       | -       |

Sous le résultat, le partenaire ; à droite, l’ultime équipe adverse.

## Parcours aux Jeux olympiques

### En double dames
| # | Date       | Nom de l'olympiade           | Surface    | Résultat        | Partenaire       | Ultimes adversaires                   | Score         |          |
| - | ---------- | ---------------------------- | ---------- | --------------- | ---------------- | ------------------------------------- | ------------- | -------- |
| 1 | 15/08/2004 | Olympic Tennis Event Athènes | Dur (ext.) | 1er tour (1/16) | Barbora Strýcová | Svetlana Kuznetsova Elena Likhovtseva | 6-2, 3-6, 6-1 | Parcours |

## Parcours en Fed Cup
| #                                                                      | Date       | Lieu  | Surface      | Gagnante(s)                     | Perdante(s)                       | Score    |          |
|                                                                        |            |       |              |                                 |                                   |          |          |
| 2004 - 1er tour (groupe mondial) - Italie - République tchèque - 3 : 1 |            |       |              |                                 |                                   |          |          |
| 1                                                                      | 24/04/2004 | Lecce | Terre (ext.) | Libuše Průšová Nicole Vaidišová | Silvia Farina Francesca Schiavone | Non joué | Parcours |

## Classements WTA en fin de saison

### En simple
| Année | 1994 | 1995 | 1996 | 1997 | 1998 | 1999 | 2000 | 2001 | 2002 | 2003 | 2004 | 2005 | 2006 |
| Rang  | 432  | 303  | 399  | 319  | 305  | 229  | 192  | 963  | 103  | 213  | 188  | 172  | 441  |

Source : (en) « Classements de Libuše Průšová », sur le site officiel du WTA Tour

### En double
| Année | 1994 | 1995 | 1996 | 1997 | 1998 | 1999 | 2000 | 2001 | 2002 | 2003 | 2004 | 2005 | 2006 |
| Rang  | 578  | 594  | 479  | 543  | 484  | 350  | 478  | -    | 238  | 94   | 76   | 512  | 320  |

Source : (en) « Classements de Libuše Průšová », sur le site officiel du WTA Tour